# Prádlo
Prádlo är en ort i Tjeckien.   Den ligger i regionen Plzeň, i den västra delen av landet, 90 km sydväst om huvudstaden Prag. Prádlo ligger 458 meter över havet och antalet invånare är 218.
Terrängen runt Prádlo är platt åt sydväst, men åt nordost är den kuperad.Runt Prádlo är det ganska glesbefolkat, med 23 invånare per kvadratkilometer. Närmaste större samhälle är Nepomuk, 3,5 km sydost om Prádlo. Omgivningarna runt Prádlo är en mosaik av jordbruksmark och naturlig växtlighet.